# VIIIe concile de Tolède

Le huitième concile de Tolède s'est tenu à Tolède, dans le royaume Wisigothique, actuelle Espagne, en 653.

## Participants
Cinquante deux évêques étaient présents personnellement, y compris le très âgé Gavinio de Calahorra qui avait déjà participé au IVe concile de Tolède, ainsi que dix délégués d'évêques, dix abbés et l'archiprêtre de la Cathédrale. En plus, et pour la première fois, les seize comtes palatins, responsables séculiers, ont participé à la discussion, au vote, et à la proclamation des actes du concile. Il est à noter que saint Ildefonse, alors abbé à cette époque, assista également au concile.

## Déroulement
Ce concile est le deuxième concile convoqué par le roi Chindaswinthe, mais est mis sous la bienveillance de son fils Recceswinth, roi au début du concile, Chindaswinthe étant mort en septembre 653. Il débute le 16 décembre 653 et dure jusqu'en février 654.

## Canons
Le huitième concile est unique par le fait que Chindaswinthe fit parvenir aux évêques des écrits décrivant les questions qu'il désirait voir traitées.
Treize canons sont écrits et concernent la discipline ecclésiastique, le gouvernement et les affaires de l'État. Un des canons stipule que l'élection du roi serait libre, et effectuée par les évêques et les grands du royaume.